# Roberto Torres
Roberto Torres (ur. 6 kwietnia 1972) – paragwajski piłkarz, reprezentant kraju.

## Kariera reprezentacyjna
W reprezentacji Paragwaju zadebiutował w 1996.

## Statystyki
| Reprezentacja Paragwaju | Reprezentacja Paragwaju | Reprezentacja Paragwaju |
| Rok                     | Mecze                   | Gole                    |
| ----------------------- | ----------------------- | ----------------------- |
| 1996                    | 1                       | 0                       |
| Razem                   | 1                       | 0                       |